# Luigi Giglio

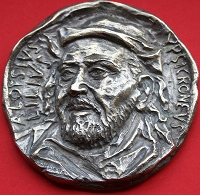
Portret apocrif al lui Luigi Lilio gravat cu ocazia jubileului de 500 de ani de la naştere, după Elio Malena.

Luigi Giglio sau Luigi Lilio, cunoscut și cu numele latinizat, Aloysius Lilius (n. Cirò în regiunea Calabria,  (provincia Crotone) pe la 1510, † în 1576, la Roma) a fost un medic, un astronom, un matematician și un filosof italian, cunoscut ca pionier al reformei calendarului (al trecerii la Calendarul gregorian)

## Biografie
Cum arată dificultatea de discernere a jaloanelor existenței sale, biografia sa nu este cunoscută decât prin paginile pe care le-a scris.
A studiat medicina la Napoli, iar acolo a intrat în serviciul contelui de Carafa. În 1552 a devenit conferențiar la Universitatea din Perugia.
Împreună cu fratele său Antonio, a fost unul dintre conceptorii reformei calendarului, promulgată în final de papa Grigore al XIII-lea în 1582. Fratele său, Antonio, a prezentat papei Grigore al XIII-lea manuscrisele având titlul de Compendium novae rationis restituendi kalendarium, iar acesta le-a remis Comisiei apostolice pentru reforma calendarului, în 1575. Manuscrisele au condus, după examinarea lor de către comisia apostolică și după câteva corecții propuse de părintele iezuit Christophorus Clavius (care făcea parte din amintita comisie), la sistemul actual în vigoare. Trecerea la noul calendar a fost decretată de papa Grigore al XIII-lea (al cărui nume l-a primit acest calendar) la 24 februarie 1582.
François Viète a criticat mult timp interpretările pe care Clavius le-a făcut la lucrările lui Giglio.

## Omagii
- Drept omagiu la opera savantului, un crater lunar a primit numele acestuia: Lilius.
- În anul 2010, la sărbătorirea a 500 de ani de la nașterea savantului, în Torretta di Crucoli (Crotone, Italia), a fost creat un nou cerc de astronomi amatori dedicat lui Luigi Lilio: Circolo Astrofili Luigi Lilio Torretta (C.A.L.L.T.)[5]